# Mancomunidad Tierra de Campos-Pan-Lampreana
La mancomunidad "Tierra de Campos - Pan - Lampreana" es una agrupación voluntaria de municipios para la gestión en común de determinados servicios de competencia municipal, creada por varios municipios en la provincia de Zamora, de la comunidad autónoma de Castilla y León, España.
Tiene personalidad jurídica propia, además de la consideración de entidad local. Engloba una población de casi 5.000 habitantes diseminados en diferentes núcleos de población de las comarcas de Tierra del Pan, Alfoz de Toro y Tierra de Campos.

## Municipios integrantes
Arquillinos, Aspariegos, Belver de los Montes, Castronuevo, Cerecinos de Campos, Cerecinos del Carrizal, Coreses, Granja de Moreruela, Manganeses de la Lampreana, Pajares de la Lampreana, Piedrahíta de Castro, Pobladura de Valderaduey, Revellinos, Roales, San Agustín del Pozo, San Cebrián de Castro, San Esteban del Molar, Tapioles, Vezdemarbán, Vidayanes, Villafáfila, Villalba de la Lampreana, Villarrín de Campos y Villaveza del Agua.

## Sede
La sede radica en el Ayuntamiento de Villafáfila, siendo su presidente Leoncio Flórez Fernández, que a su vez es el alcalde de Villarrín de Campos.

## Fines
La mancomunidad fue constituida con la finalidad de prestar un servicio de recogida domiciliaria y tratamiento de residuos sólidos.

## Estructura orgánica
El gobierno,administración y representación de la mancomunidad corresponde a los siguientes órganos:
- Presidente.
- Consejo de la Mancomunidad.
- Comisión de Gobierno.